# 森岡久元
森岡 久元（もりおか ひさもと、本名同じ（旧姓 井上）、1940年11月8日 - ）は、日本の作家。『姫路文学』『別冊関学文芸』『酩酊船』各同人。

## 来歴
大阪市生まれ。1944年に広島県尾道市へ転住。尾道市立土堂小学校、尾道市立長江中学校、広島県立尾道商業高等学校を経て、関西学院大学文学部英文学科卒業。高校2年の時、文芸部誌『ゲミュート』掲載の小説「風と話す人」が旺文社発行『高校時代』主催の第三回高校文芸誌コンクール小説の部で二席に入選（選者木村毅）。大学時代に同人誌『姫路文学』に参加。卒業後は文学活動から離れて、会社を創業して事業活動をする。1995年、休刊していた『姫路文学』の復刊を機に創作活動を再開。
その104,105号に掲載した『尾道渡船場かいわい』によって、2000年第7回神戸ナビール文学賞を受賞する。2001年『尾道渡船場かいわい』が第23回姫路市芸術年度賞を受賞。
2012年4月から尾道市立大学非常勤講師。
作品はその特徴から、江戸の文人大田南畝（蜀山人）の伝記的小説、尾道を舞台とした自伝的要素の濃い小説、現代小説という3種類のグループに分類できる。

## 著書
- 『崎陽忘じがたく 長崎の大田南畝』澪標 1999
- 『南畝の恋 享和三年江戸のあけくれ』澪標 1999
- 『尾道渡船場かいわい』澪標 2000
- 『ビリヤードわくわく亭』澪標 2004
- 『花に背いて眠る 大田南畝と二世蜀山人』澪標 2005
- 『尾道物語 純情篇』澪標 2006
- 『尾道物語 幻想篇』澪標 2008
- 『サンカンペンの壺』澪標 2008
- 『恋ケ窪』澪標 2009
- 『十八歳の旅日記 尾道物語 姉妹篇』澪標 2010
- 『尾道物語 旅愁篇』澪標 2012
- 『深夜音楽』澪標 2013
- 『埋門』澪標 2017